# Passat (nave 1911)

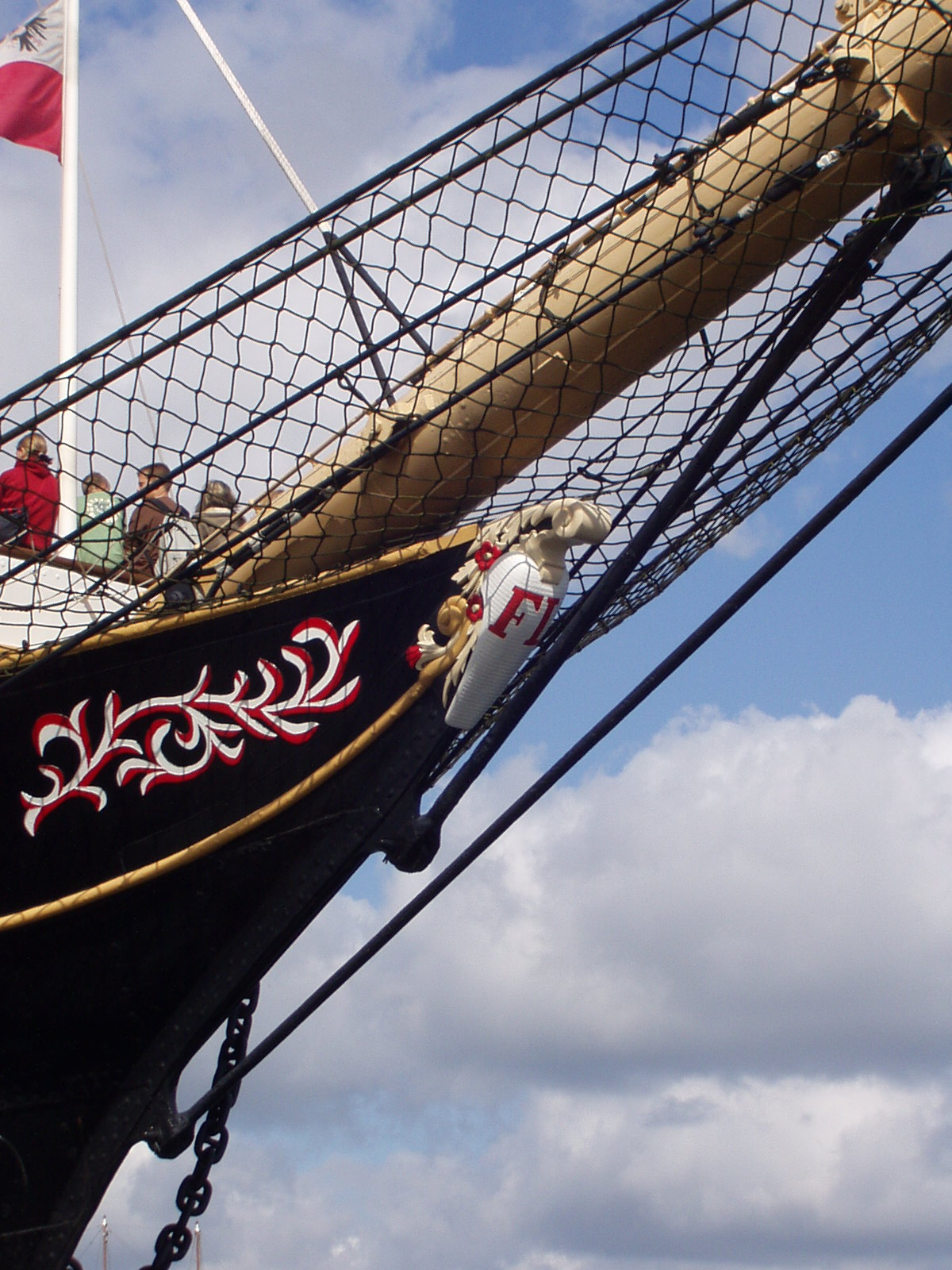
La prua della Passat

La Passat è un veliero tedesco della classe Flying P-Liner, costruita nel 1911 e ora ancorata stabilmente come nave-museo a Travemünde, il sobborgo balneare di Lubecca.

## Caratteristiche
La Passat è un veliero a quattro alberi.
Ha una lunghezza di 115 metri  e una larghezza massima di 14,30 metri.

## Storia
La costruzione della nave fu ordinata al cantiere Blohm + Voss di Amburgo il 2 marzo 1911 per sostituire il veliero Preußen, andato perduto nel novembre precedente.
La Passat fu quindi varata il 20 settembre 1911. I costi per il suo realizzo ammontarono a 680.000 marchi d'oro.
La nave effettuò il proprio viaggio inaugurale la vigilia di Natale dello stesso anno, con destinazione Cile (Capo Horn e Valparaíso), agli ordini del Capitano Wendler. Raggiunse Valparaíso il 14 marzo 1912.
Nel 1921, la nave, dopo aver effettuato un viaggio in Cile, il carico della nave, consistente in 4 700 tonnellate di nitrato fu requisito a Marsiglia e la nave stessa fu consegnata ai Francesi. Poiché però i Francesi non fecero alcun utilizzo della nave, la Passat fu venduta il 22 dicembre 1921 alla compagnia Laeisz per il prezzo di 13 000 lire.
Il 28 agosto 1928, si verificò una collisione nel canale della Manica tra la Passat e il piroscafo francese Daphne: la Passat fu quindi riparata a Rotterdam e il 2 settembre seguente poté rientrare in servizio.
La Passat fu quindi protagonista di una nuova collisione nel canale della Manica, avvenuta il 25 giugno 1929 con il piroscafo britannico "British Governor".
Tra il 1944 e il 1947, la Passat venne ancorata nel porto di Stoccolma, dove fu utilizzata come deposito per cereali. La nave batté quindi per un periodo bandiera finlandese prima di tornare nuovamente tedesca.
Nel 1951, nel cantiere navale di Kiel, furono apportate delle modifiche al veliero, che venne dotato di motore.
Sei anni dopo, la nave divenne quindi di proprietà di una fondazione.
Nel 1959 il veliero cessò definitivamente il proprio servizio. Fu salvato dal rischio di trasformarsi in un relitto dalla città di Lubecca, che decise di ancorarlo stabilmente a Travemünde.
Nel 1978, la nave fu dichiarata monumento protetto.
Circa vent'anni dopo, tra il 3 agosto 1997 e il 16 maggio 1998, fu intrapresa un'ampia opera di restauro della nave, che costò 7 milioni di marchi.
Nell'agosto 2004, di fronte alla nave-museo Passat, fu realizzata da Claus Görtz una scultura in legno di quercia del peso di 700 chili intitolata Fiete, der letzte Seemann ("Fiete, l'ultimo marinaio").